# Espacio sucesionalmente compacto
En matemáticas, un espacio topológico es sucesionalmente compacto si toda sucesión infinita tiene una subsucesión convergente. Mientras que la compacidad es equivalente a la compacidad sucesional en espacios métricos, las nociones de compacidad y compacidad sucesional no son equivalentes en espacios topológicos generales. Un espacio métrico es (sucesionalmente) compacto si toda sucesión tiene una subsucesión convergente que converge a un punto en X.

## Ejemplos y propiedades
El espacio de los números reales con la topología estándar no es sucesionalmente compacto, la sucesión (sn = n) para todo número natural n es una sucesión que no tiene ninguna subsucesión convergente. 
Si un espacio es un espacio métrico, entonces es sucesionalmente compacto si y solo si es compacto. Sin embargo, en general existen espacios sucesionalmente compactos que no son compactos (como el primer ordinal no numerable con la topología del orden), y espacios compactos que no son sucesionalmente compactos (como el producto de {\displaystyle 2^{\aleph _{0}}={\mathfrak {c}}} copias del intervalo unidad cerrado).

## Nociones relacionadas
- Se dice que un espacio topológico X es compacto de punto límite si todo subconjunto infinito de X tiene un punto límite en X.
- Un espacio topológico es numerablemente compacto si todo recubrimiento abierto numerable tiene un subrecubrimiento finito.

En un espacio métrico, las nociones de compacidad sucesional, compacidad de punto límite, compacidad numerable y compacidad son equivalentes.
En un espacio sucesional (de Hausdorff) la compacidad sucesional es equivalente a la compacidad numerable.
También existe una noción de compactificación sucesional a un punto. La idea es que las sucesiones no convergente deben converger a un punto añadido.